# 余傳韜
余傳韜（1928年6月27日—2020年6月25日），生物化學家，教育家。湖北黃陂人。
余傳韜於1947年時畢業於國立中央大學附屬中學，並於同年考入國立北京大學。1949年隨父親到臺灣，在1955年時取得美國北卡羅來納州立大學碩士學位，且於1959年獲得美國加州大學柏克萊分校生物化學博士之學位。余傳韜的父親余家菊是知名的教育家，也是青年黨創黨者之一。其夫人陳幸為中華民國前副總統陳誠的大女兒。
曾任美國加州大學（University of California）、哈佛大學（Harvard University）、耶魯大學（Yale University）研究員，以及波士頓大學（Boston University）副教授與國立臺灣大學客座教授等。
並且，曾任教育部技職教育司司長、教育部常務次長、國立中央大學校長、省立嘉義農專校長、亞太科技協會理事長等職。
余傳韜於2020年6月25日逝世。

## 外部連結
- 國立中央大學前校長 余傳韜

| 教育職務                 | 教育職務                                          | 教育職務      |
| ------------------------ | ------------------------------------------------- | ------------- |
| 國立中央大學             |                                                   |               |
| 前任： 李新民            | 國立中央大學校長 第十三任 1982年8月－1990年6月    | 繼任： 劉兆漢 |
| 臺灣省立嘉義農業專科學校 |                                                   |               |
| 前任： 鄧善章            | 臺灣省立嘉義農業專科學校校長 1972年2月－1979年8月 | 繼任： 余玉賢 |